# Santa María del Toachi
Santa María del Toachi ist eine Ortschaft und eine Parroquia rural („ländliches Kirchspiel“) im Kanton Santo Domingo der ecuadorianischen Provinz Santo Domingo de los Tsáchilas. Die Parroquia besitzt eine Fläche von 354,01 km². Die Einwohnerzahl lag im Jahr 2010 bei 5615. Für das Jahr 2020 wurde die Einwohnerzahl
auf 6574 geschätzt.

## Lage
Die Parroquia Santa María del Toachi liegt im Tiefland westlich der Cordillera Occidental im Südosten der Provinz Santo Domingo de los Tsáchilas. Der Río Baba fließt entlang der westlichen Verwaltungsgrenze nach Süden. Der Río Toachi Grande fließt entlang der östlichen und südlichen Verwaltungsgrenze. Beide Flüsse vereinigen sich im äußersten Südwesten der Parroquia zum Río Vinces. Dort befindet sich mit 118 m der tiefste Punkt des Verwaltungsgebietes. Im Osten erreichen die Ausläufer der westlichen Anden im El Centinela eine Höhe von 2570 m. Der 350 m hoch gelegene Hauptort befindet sich 43 km südsüdwestlich der Provinzhauptstadt Santo Domingo de los Colorados am rechten Flussufer des Río Toachi Grande. Eine 21,6 km lange Nebenstraße verbindet Santa María del Toachi mit Patricia Pilar, das an der Fernstraße E25 (Santo Domingo de los Tsáchilas–Quevedo) liegt.
Die Parroquia Santa María del Toachi grenzt im äußersten Nordosten an die Parroquia San José de Alluriquín, im Osten an die Provinz Cotopaxi mit der Parroquia Sigchos (Kanton Sigchos), im Südosten und im Süden an den Kanton Valencia (Provinz Los Ríos), im Westen an die Parroquia Patricia Pilar (Kanton Buena Fe, ebenfalls in der Provinz Los Ríos) sowie im Norden an die Parroquias Luz de América und El Esfuerzo.

## Siedlungen und Orte
In der Parroquia gibt es folgende Recintos:
- Santa María del Toachi
- Corina del Parral
- San Francisco
- Santa Cecilia
- Monte Carmelo
- Cabezas Maldonado
- El Moral
- La Angostura
- Santa Rosa
- Poza honda
- Flor de los Ríos
- Tigre Alto
- Tigre Bajo
- Salto del Bimbe
- Bimbe del Toachi
- Río Blanco
- San José del Mirador
- Agua Caliente
- El Cisne
- Fuerzas Unidas
- Unión Lojana
- Provincias Unidas
- Centinela del Pichincha
- San Luis
- Libertad de la Forestal

## Geschichte
Die Gründung der Parroquia Santa María del Toachi wurde am 28. Januar 2003 im  Registro Oficial N° 9 bekannt gemacht und damit wirksam.